# Dongjiang-Talsperre
Die Dongjiang-Talsperre ist eine Bogenstaumauer am Li Shui in der kreisfreien Stadt Zixing, 14 km südwestlich des Stadtzentrums, in der Provinz Hunan, China. Die Staumauer wurde zwischen 1978 und 1992 gebaut und versorgt ein 500-MW-Wasserkraftwerk (chinesisch 东江水电厂, Pinyin Dongjiang Shuidianchang). Die Talsperre dient außerdem dem Hochwasserschutz, der Schiffbarmachung und Wasserversorgung. Der erste Generator ging 1987 in Betrieb. Für den Stausee (东江湖,  Dongjiang Hu) mussten 5,2 Millionen Menschen umgesiedelt werden.

## Bauwerk
Die Dongjiang-Staumauer ist eine 157 m hohe und 438 m lange Bogenstaumauer mit variablem Radius. Die Mauer ist an ihrer Bauwerkskrone 7 m breit, an ihrer Basis 35 m und hat einen Bogenradius von 302,3 m. Sie hat ein Einzugsgebiet von 4719 km² Größe und kann eine Wassermenge von 9565 Millionen m³ aufstauen. Das Wasserkraftwerk steht am Fuß der Mauer und hat vier 125-MW-Francis Turbinen mit Generatoren. Durch den Aufstau steht eine hydraulische Fallhöhe von 118,5 m zur Verfügung. An der Talsperre gibt es auch einen Bootslift.